# Genesis (Raumschiff Enterprise – Das nächste Jahrhundert)
Genesis (Originaltitel: Genesis) ist die 19. Folge der siebenten Staffel der US-amerikanischen Science-Fiction-Fernsehserie Raumschiff Enterprise – Das nächste Jahrhundert. Sie wurde in den Vereinigten Staaten über Syndication vermarktet und erstmals am 21. März 1994 auf verschiedenen Fernsehsendern ausgestrahlt. In Deutschland war sie zum ersten Mal am 18. Juli 1994 in einer synchronisierten Fassung auf Sat.1 zu sehen.

## Handlung
Im Jahr 2370 bei Sternzeit 47653.2 ist auf der Krankenstation der Enterprise einiges los. Lieutenant Reginald Barclay fühlt sich unwohl und befürchtet, er habe sich mit einer tödlichen Krankheit infiziert. Schiffsärztin Beverly Crusher beruhigt ihn und erklärt, er habe lediglich einen leichten Fall von urodelanischer Grippe. Menschen seien dagegen eigentlich immun, doch in seinen T-Zellen sei das Gen, das für die Abwehr der Erreger verantwortlich ist, inaktiv. Sie verabreicht ihm synthetische T-Zellen, um das Gen zu aktivieren. Der zweite Offizier Data lässt seine Katze Spot von Schwester Ogawa untersuchen, denn sie wird in Kürze Junge zur Welt bringen. Bei dieser Gelegenheit verkündet Ogawa freudig, dass sie ebenfalls Nachwuchs erwartet.
Auf der Brücke wird unterdessen ein neues Waffenleitsystem getestet. Sicherheitschef Worf führt in einem Asteroidenfeld Zielübungen mit einigen Photonentorpedos durch. Einer verfehlt dabei allerdings sein Ziel und reagiert auch nicht auf den Befehl zur automatischen Selbstzerstörung. Captain Picard bricht daher mit Data in einem Shuttle auf, um den Torpedo zu bergen. Während ihrer Abwesenheit kommt es bei mehreren Besatzungsmitgliedern zu merkwürdigen Verhaltensänderungen. Der erste Offizier Will Riker hat starke Konzentrationsschwierigkeiten. Barclay legt plötzlich eine enorme Arbeitswut an den Tag. Worf reagiert sehr empfindlich, wenn sich ihm jemand nähert, und verspürt großen Hunger. Schiffsberaterin Deanna Troi ist die Umgebung auf einmal zu kalt und zu trocken und sie hat ein starkes Verlangen nach Wasser und salzigem Essen. Die Symptome verschlimmern sich mit der Zeit. Nach einer Weile dringt Worf in Trois Quartier ein, die gerade in ihrer Uniform ein Bad nimmt. Er hat den starken Wunsch, in ihrer Nähe zu sein, und beißt sie in die Wange. Erschrocken über diese Tat bringt er sie auf die Krankenstation. Dr. Crusher stellt bei beiden körperliche Veränderungen fest. An Worfs Unterkiefer entdeckt sie eine Art Giftsäckchen. Als sie es genauer untersuchen will, spuckt er ihr ein starkes Gift ins Gesicht. Ogawa versetzt Crusher sofort in Stasis, um ihr Leben zu retten.
Nach dreitägiger Suche haben Picard und Data den verirrten Torpedo wiedergefunden. Sie wundern sich, dass die Enterprise nicht am vereinbarten Treffpunkt wartet. Als sie sie geortet haben und an Bord zurückgekehrt sind, stellen sie fest, dass die Hauptenergie ausgefallen ist. Data registriert keine humanoiden Lebenszeichen, dafür aber jede Menge tierische. Sie finden Troi in ihrem Quartier. Dort hockt sie in der Wanne und hat sich halb in eine Art Amphibium verwandelt; ihr sind Kiemen und Nickhäute gewachsen. Auf der Brücke finden Picard und Data den toten Steuermann Dern, dessen Brust von irgendwem zerfetzt wurde. In Picards Bereitschaftsraum treffen sie auf Riker, der sich in einen Australopithecinen verwandelt hat. Als er sie angreift, betäubt ihn Data mit einem Phaser. Ausgehend von seinen bisherigen Beobachtungen entwickelt Data die Hypothese, dass sich die Besatzung der Enterprise evolutionär zurückentwickelt.
Auf der Krankenstation untersucht Data Troi und Riker genauer. Er stellt fest, dass synthetische T-Zellen für die Veränderungen verantwortlich sind. Diese aktivieren latente Intronen im Genom der Betroffenen. Dadurch werden inaktive Genabschnitte aus früheren Evolutionsstadien wieder dominant. Er führt dies auf Crushers Behandlung von Barclay zurück, der offenbar die gesamte restliche Besatzung mit den synthetischen T-Zellen angesteckt hat. Data informiert Picard, dass auch er sich infiziert hat und sich früher oder später verwandeln wird. Nur Data selbst ist immun, da er ein Android ist.
Data hofft, dass sein privater Computer noch voll funktionsfähig ist, da er unabhängig von den Schiffssystemen arbeitet. Er und Picard begeben sich in sein Quartier. Dort finden sie Spot, die sich in einen Leguan verwandelt hat. Ihre Jungen sind allerdings normale kleine Kätzchen. Data vermutet, dass die Antikörper im Fruchtwasser von Spots Plazenta ein natürliches Gegenmittel gegen die mutierten Intronen darstellen. Er möchte dies überprüfen, indem er Ogawa untersucht. Zunächst müssen er und Picard sich aber in den Maschinenraum begeben, um einen Fehler am Warp-Antrieb zu beheben. Dabei stoßen sie auf Barclay, der sich in eine riesige Spinne verwandelt hat. Sein Anblick löst in Picard eine ungewöhnlich heftige Panik aus und er glaubt, dies sei ein erstes Anzeichen seiner bevorstehenden eigenen Verwandlung. Schließlich finden sie Ogawa, die sich ebenfalls in eine frühe Menschenform verwandelt hat, im Arboretum. Datas Hypothese bestätigt sich nach einer Untersuchung auf der Krankenstation, denn Ogawas Kind ist unbeeinflusst. Data nutzt daher ihr Fruchtwasser, um ein Retrovirus zu synthetisieren.
Datas Arbeit wird durch ein heftiges Pochen an der Tür der Krankenstation unterbrochen. Sein Tricorder verrät ihm, dass Worf versucht, sich gewaltsam Zugang zu verschaffen. Er hat sich in einen äußerst aggressiven Vorläufer eines Klingonen verwandelt. Da sie klingonische DNA in Trois Bisswunde registriert haben, vermutet Picard, dass Worf sie als sein Weibchen betrachtet und zu ihr will. Damit Data weiter am Retrovirus arbeiten kann, extrahiert Picard Trois Pheromone. Trotz seiner immer stärker werdenden Angst schleicht er aus einem Nebeneingang und versprüht die Pheromone, um Worf von der Krankenstation wegzulocken. Worf verfolgt ihn und treibt ihn schließlich in einer Jefferies-Röhre in eine Falle. Picard gelingt es gerade noch, Worf durch einen Stromschlag außer Gefecht zu setzen.
Data setzt das Retrovirus frei und die Mutationen der Besatzungsmitglieder werden rückgängig gemacht. Crusher findet heraus, dass ihre synthetischen T-Zellen bei Barclay nicht nur die Gene aktiviert haben, die für die Bekämpfung des Grippe-Erregers zuständig sind, sondern versehentlich alle inaktiven Gene. Sie schlägt vor, dieses gänzlich neue Krankheitsbild nach Barclay zu benennen, und Troi befürchtet, dass sie jetzt sämtliche Termine der nächsten Wochen nur für ihn freihalten muss.

## Verbindungen zu anderen Star-Trek-Produktionen
Die Handlung von Genesis nimmt Bezug auf mehrere frühere Folgen von Raumschiff Enterprise – Das nächste Jahrhundert:
- In Folge 6.02 Todesangst beim Beamen hat Barclay einen ersten Anflug einer Spinnenphobie. In Genesis verwandelt er sich selbst in eine Spinne.
- In Folge 7.15 Beförderung schlägt Dr. Crusher Schwester Ogawa für eine Beförderung vor. Diese ist in der Zwischenzeit erfolgt und Ogawa trägt in Genesis nicht mehr den Rang eines Fähnrichs, sondern eines Lieutenants.

Das terellianische Todessyndrom, das Barclay hier fälschlich bei sich selbst diagnostiziert, wird auch in Folge 2.03 (Begegnung mit der Befangenheit) der animierten Serie Star Trek: Lower Decks aus dem Jahr 2021 erwähnt.

## Produktion

### Regie
Nach Jonathan Frakes, Patrick Stewart und LeVar Burton wurde Gates McFadden hier als vierte Hauptdarstellerin von Raumschiff Enterprise – Das nächste Jahrhundert als Regisseurin tätig. Genesis blieb ihre einzige Regiearbeit.

### Darsteller
Dwight Schultz hat hier seinen letzten von fünf Auftritten als Reginald Barclay in der Serie Raumschiff Enterprise – Das nächste Jahrhundert. Er spielte die Figur später noch in sechs Folgen von Star Trek: Raumschiff Voyager und im Spielfilm Star Trek: Der erste Kontakt.

## Rezeption
Die Folge wurde 1994 mit einem Primetime Emmy Award in der Kategorie „Beste Einzelleistung in Tonmischung für eine Dramaserie“ ausgezeichnet und für zwei weitere Emmys in den Kategorien „Beste Einzelleistung im Make-up für eine Serie“ und „Beste Einzelleistung im Tonschnitt für eine Serie“ nominiert. 1995 wurde sie außerdem für einen Cinema Audio Society Award in der Kategorie „Beste Leistung in der Tonmischung für eine Fernsehserie“ nominiert.
Terry J. Erdmann und Paula M. Block listen Genesis in ihrem 2008 erschienenen Referenzwerk Star Trek 101 als die schlechteste Folge von Raumschiff Enterprise – Das nächste Jahrhundert auf.
Keith DeCandido bewertete Genesis 2013 auf tor.com als eine schlechte Folge von Raumschiff Enterprise – Das nächste Jahrhundert. Er fand die Geschichte dumm und unglaubwürdig, da sie auf einem völlig falschen Verständnis von Evolution und Genetik beruht. Selbst wenn eine rückwärts laufende Evolution wie im Drehbuch behauptet funktionieren würde, müssten sich eigentlich alle menschlichen Besatzungsmitglieder in die gleiche frühe Menschenform zurückentwickeln; eine Verwandlung in eine Spinne wäre hingegen schlicht nicht möglich. Als kleinen Pluspunkt nannte DeCandido Gates McFaddens hervorragende Regiearbeit.
Matthew Fisher erstellte 2017 für die Website whatculture.com eine Liste der 30 besten Star-Trek-Folgen. Genesis führte er hier auf Platz 7.
James Whitbrook führte Genesis 2017 auf gizmodo.com in einer Liste der 15 sonderbarsten Folgen von Raumschiff Enterprise – Das nächste Jahrhundert auf Platz 1.
Kevin Wong zählte Genesis 2020 auf der Website gamespot.com zu den elf absonderlichsten Momenten von Raumschiff Enterprise – Das nächste Jahrhundert.
Adam Clery führte Genesis 2020 auf whatculture.com in einer Liste der zehn gruseligsten Star-Trek-Folgen auf Platz 10.
Juliette Harrisson führte Genesis 2020 auf der Website Den of Geek in einer Liste der gruseligsten Star-Trek-Episoden auf Platz 23.
Jake Dee führte Genesis 2021 auf screenrant.com in einer Liste der gruseligsten Star-Trek-Episoden auf Platz 9.
Derek Draven führte Genesis 2020 auf screenrant.com in einer Liste der 10 furchteinflößendsten Folgen von Raumschiff Enterprise – Das nächste Jahrhundert auf Platz 5.